# Sybra mindorensis
Sybra mindorensis là một loài bọ cánh cứng trong họ Cerambycidae.